# Chambry, Aisne
Chambry là một xã ở tỉnh Aisne, vùng Hauts-de-France thuộc miền bắc nước Pháp.